# Colpochila egregia
Colpochila egregia är en skalbaggsart som beskrevs av Blackburn 1906. Colpochila egregia ingår i släktet Colpochila och familjen Melolonthidae. Inga underarter finns listade i Catalogue of Life.